# Kim Minszok (birkózó)
Kim Minszok (hangul: 김민석, RR: Kim Min-seok; 1993. február 9. –) dél-koreai kötöttfogású birkózó. A 2018-as birkózó-világbajnokságon a bronzérmet nyert 130 kg-os súlycsoportban, kötöttfogásban. A 2018-as Ázsia Játékokon és a 2017-es Ázsia Bajnokságon bronzérmet szerzett 130 kg-ban.

## Sportpályafutása
A 2018-as birkózó-világbajnokságon a bronzérmet nyert. Ellenfele a német Eduard Popp volt. A mérkőzést a dél-koreai 2–1-re nyerte.